# Yassinicythere ornata
Yassinicythere ornata is een mosselkreeftjessoort.